# Шам'єр Літтл
Шам'єр Літтл (англ. Shamier Little, нар. 20 березня 1995) — американська легкоатлетка, яка спеціалізується у бігу на короткі дистанції та бігу з бар'єрами.

## Спортивні досягнення
Олімпійська чемпіонка з естафетного бігу 4×400 метрів серед жінок (2024). Срібна олімпійська призерка зі змішаного естафетного бігу 4×400 метрів (2024).
Срібна призерка чемпіонатів світу з бігу на 400 метрів з бар'єрами (2015, 2023). Фіналістка (4-е місце) чемпіонату світу з бігу на 400 метрів з бар'єрами (2022).
Срібна призерка змагань з бігу на 400 метрів з бар'єрами на Континентальному кубку (2018).
Чемпіонка світу серед юніорів з бігу на 400 метрів з бар'єрами та естафетного бігу 4×400 метрів серед жінок (2014).
Чемпіонка Північної і Центральної Америки та країн Карибського басейну з легкої атлетики з бігу на 400 метрів з бар'єрами (2018).
Чемпіонка Панамериканських ігор з бігу на 400 метрів з бар'єрами та естафетного бігу 4×400 метрів серед жінок (2015).
Чемпіонка США з бігу на 400 метрів з бар'єрами (2015, 2018, 2023).
Рекордсменка світу зі змішаного естафетного бігу 4×400 метрів (3.07,41; 2024).

## Відео
- Попередній забіг зі змішаного естафетного бігу 4×400 метрів на Олімпіаді-2024, в якому був встановлений світовий рекорд за участі Шам'єр Літтл на YouTube
- Фінальний забіг зі змішаного естафетного бігу 4×400 метрів на Олімпіаді-2024 на YouTube